# テロ、ライブ
『テロ、ライブ』（原題：더 테러 라이브）は、2013年公開の韓国映画。DVDのパッケージその他では『テロ，ライブ』という表記も使用されている。脚本・監督はキム・ビョンウ、主演はハ・ジョンウ。ラジオアナウンサーがテロの脅迫電話を受けてからその様子を生中継し、事件が解決するまでをほぼリアルタイムで描いている。

## ストーリー
韓国のテレビ局SNCからラジオ局に左遷された元国民的アナウンサーのユン・ヨンファは、朝の生放送のニュース番組中に「パク・ノギュ」と名乗る人物から漢江にかかる麻浦大橋を爆破するという脅迫電話を受ける。いたずら電話と決めつけて電話を切ったヨンファだったが、その直後麻浦大橋が爆破される。テロ事件だと確信したヨンファは犯人の通話を独占生中継する約束を取り付け、スクープを入手したことでテレビ局への返り咲きを上層部に約束させる。犯人は建設作業員を名乗っており、麻浦大橋の工事で亡くなった3人の同僚に対する大統領の謝罪を求める。上層部や対テロセンター主任から要求は飲めないと指示を受けるヨンファだったが、犯人からヨンファの耳のイヤフォンに爆弾が仕掛けられていることを告げられる。

## キャスト
※括弧内は日本語吹替
- ユン・ヨンファ：ハ・ジョンウ（大塚智則）

アナウンサー。妻がいたが離婚している。実は黒い過去を持つ。
- チャ・デウン：イ・ギョンヨン（菊池康弘）

報道局長。
- パク・ジョンミン：チョン・ヘジン（渡辺ゆかり）

主任。テロ対策のプロ。
- パク・シヌ：イ・デヴィット/キム・デミョン（声）（畠山豪介）

パク・ノギュの息子。漢江にかかる橋を爆破させると話し、様々な要求をしたりする。
- イ・ジス：キム・ソジン（立石めぐみ）

記者。ヨンファの元妻。
- ジュ・ジンチョル長官：キム・ホンパ（高橋ちんねん）

長官。挑発的な言動をとり続けたことで激高したシヌにより爆弾を起動させられる。
- ノ・ヒョンジン：キム・ヘイン

SNCの女性アンカー。

## 受賞
- 第34回青龍映画賞：新人監督賞（キム・ビョンウ）[3]
- 第34回黄金撮影賞：大賞（ハ・ジョンウ）[4]
- 第34回黄金撮影賞：新人監督賞（キム・ビョンウ）[4]
- 第33回韓国映画評論家協会賞：映画評論家協会10選[5]

## インド版
2021年にNetflixで配信された。

## 日本版
2025年2月に日本で公開された。原作が韓国映画であるため、韓国でも4月から公開される。